# 線花天南星
線花天南星（學名：Arisaema matsudae）又名畫筆南星，为天南星科天南星属的植物，是台灣的特有植物。分布于台灣本島，目前尚未由人工引种栽培。